# Кореничено
Кореничено — деревня в Старицком районе Тверской области, входит в состав сельского поселения «Станция Старица». 

## География
Деревня расположена в 8 км на юго-запад от города Старица. 

## История
В конце XIX — начале XX века деревня входила в состав Прасковьинской волости Старицкого уезда Тверской губернии. В 1886 году в деревне было 49 дворов, в 1916 году открыта земская школа. 
С 1929 года деревня являлась центром Корениченского сельсовета Старицкого района Ржевского округа Западной области, с 1935 года — в составе Калининской области, с 1994 года — центр Корениченского сельского округа, с 2005 года — в составе Корениченского сельского поселения, с 2012 года — в составе сельского поселения «Станция Старица».
В годы Советской власти в деревне располагалось правление колхоза им. К. Маркса. 

## Население
| 1859 | 1886 | 1919 | 1997 | 2002 | 2008 | 2010 |
| ---- | ---- | ---- | ---- | ---- | ---- | ---- |
| 233  | ↗256 | ↗289 | ↘217 | ↗233 | ↘230 | ↘185 |

## Инфраструктура
В деревне имеются филиал МБОУ «Старицкая СОШ им. И.Ф. Иванцова» — Корениченская начальная общеобразовательная школа, отделение почтовой связи.